# Arroyito (Neuquén)
Arroyito es una localidad del Departamento Confluencia en la provincia del Neuquén, Argentina.

## Ubicación
Se encuentra 54 km al sur de la ciudad de Neuquén, en la confluencia de la Ruta Nacional 22 y la Ruta Nacional 237. Altitud 335 m s. n. m.

## Economía
Sobre el Río Limay, se encuentra el Dique Arroyito.
Cuenta con una planta productora de agua pesada, con capacidad de 200 t/año, operada por la empresa estatal ENSI.

## Población
Contó con 90 habitantes (Indec, 2010), lo que representó un incremento del 11% frente a los 81 habitantes (Indec, 2001) del censo anterior.
El censo 2022 registró una población de 521 habitantes que se repartieron entre 261 hombres y 260 mujeres. Sin embargo, las cifras obtenidas fueron estimativas solo teniendo en cuenta a la población en viviendas particulares; es decir, excluyendo del dato a la población institucional y las personas sin hogar. Gracias a este censo también fue posible conocer su densidad y tamaño urbano.
| Gráfica de evolución demográfica de Arroyito entre 1991 y 2022 |
|                                                                |
| Fuente: Censos nacionales del INDEC                            |